# Riseley (Bedfordshire)
Riseley est une paroisse civile et un village du Bedfordshire, en Angleterre.